# 马约克
马约克（法語：Mailhoc，法語發音：[majɔk]）是法国奧克西塔尼大區塔恩省的一个市镇，属于阿尔比区。

## 地理
马约克（44°0'18"N, 2°4'14"E）面积12.67 平方千米，位于法国奧克西塔尼大區塔恩省，该省份为法国南部内陆省份，北起顺时针与阿韦龙省、埃罗省、奥德省、上加龙省和塔恩-加龙省接壤。
与马约克接壤的市镇（或旧市镇、城区）包括：维拉克、卡尼亚克莱米讷、加博斯堡、韦尔河畔新城、圣克鲁瓦。

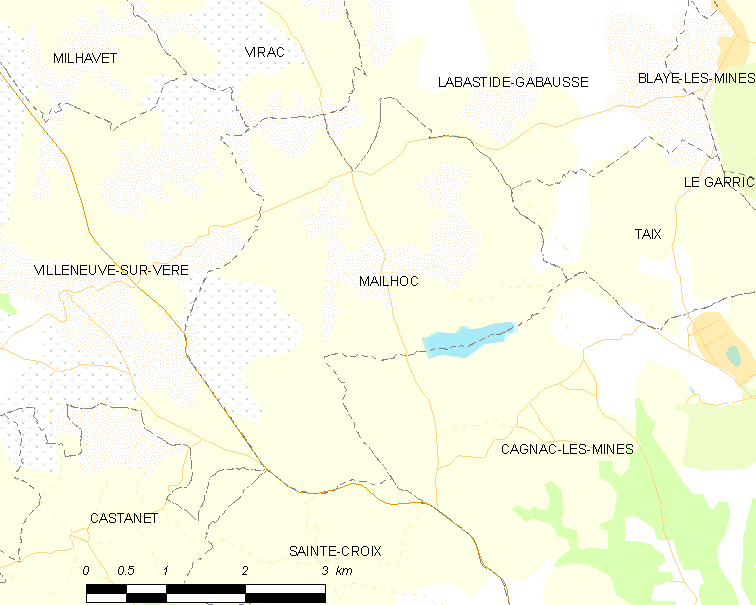
马约克的OSM定位图

马约克的时区为UTC+01:00、UTC+02:00（夏令时）。

## 行政
马约克的邮政编码为81130，INSEE市镇编码为81152。

## 政治
马约克所属的省级选区为阿尔比第三县。

## 人口

1962-2008年间马约克人口变化图示

马约克于2022年1月1日时的人口数量为309人。